# Bel Espoir II
Le Bel Espoir II est une goélette à trois mâts et hunier, qui a été acheté en 1968 par l'association Amis de Jeudi-Dimanche (AJD).
L'AJD possède aussi, depuis 1973, la goélette à trois mâts Rara-Avis qui navigue aussi dans le même but associatif, promouvoir des stages maritimes permettant à des jeunes délinquants et à des toxicomanes de trouver la voie d'une réinsertion.
Bel Espoir II fait l'objet d'un classement au titre des Monuments historiques depuis le 26 mars 1993.

## Histoire
Il a été construit en 1944 à Svendborg au Danemark au chantier de J. Ring Andersen pour le compte de la société maritime A.C. Sorensen.
Lancé sous le nom de Nette S, il a d'abord navigué en mer Baltique et vers Terre-Neuve pour la pêche.
Puis il fut rebaptisé Peder Most en 1950 et utilisé pour le transport du bétail jusqu'en 1954 entre Hambourg et Copenhague.
En 1955, il est racheté par l'organisation britannique Outward Bound Trust. Après une remise en état, le schooner sert à l'apprentissage maritime des élèves des publics-schools. Transformé réellement en navire-école dès 1965, il est rebaptisé Prince Louis II.
Après avoir vainement envisagé d'acquérir, dès 1961, un plus grand voilier, le Duchesse Anne, l'association du père Michel Jaouen (ancien aumônier des prisons), « Amis du Jeudi-Dimanche » (AJD), devient propriétaire du Bel Espoir II en 1968. Cette association, créée en 1954, dont l'acronyme signifiait initialement « Aumônerie de la Jeunesse Délinquante », a pour but l'organisation d'activités éducatives, de formation, de réinsertion et de loisirs. Le père Jaouen et le père Alain Maucorps emmènent à bord du Bel Espoir des jeunes scolaires à travers l'Atlantique en 1971, puis de 1972 à 1974 des jeunes drogués, pour s'en sortir. Cette opération de réinsertion est subventionnée par l’État,.

### Navigations
Le Bel Espoir II navigue habituellement dans la mer des Caraïbes pendant l'hiver et sur la côte Ouest de la France les mois d'été.
Il participe à quelques Tall Ships' Races, comme la Sail Amsterdam en 1980 (1985 ?) et en 2015 et Operation Sail (en) à New York en 1986. Il était présent à Brest 2004, Brest 2008 et Brest 2016.
Sa présence est annoncée à l'Armada Rouen 2023.
En février 2017, un phénomène venteux a couché le Bel Espoir II alors qu'il était au chantier de l'association. Des déformations structurelles importantes sont apparues. Une expertise des Monuments Historiques a conclu qu'une rénovation à l'identique n'était pas possible. L'association a fait le choix de construire un nouveau Bel Espoir II , avec une coque en acier, sur laquelle seront transposées l'ensemble du gréement de l'ancien Bel Espoir, ses chaînes et ancres, le guindeau, le moteur, les bossoires, etc.. Ce chantier est visible sur les rives de l'Aber Wrac'h au lieu-dit Moulin de l'Enfer. 
Sa première transat en mer est prévue en janvier 2023.

## Rencontres de la Méditerranée
Du 1er mars au 26 octobre 2025, la goélette à trois mâts, baptisée « Bel Espoir » transportera 200 jeunes de toutes confessions et religions, engagés dans la société civile de leurs pays. C’est l’Église de Marseille qui est à l’origine de ce projet, s’inscrivant dans le cadre des Rencontres méditerranéennes. Initiées à Bari en 2020, elles permettent un partage d’expérience entre gens venus des cinq rives de la Méditerranée et de « construire une même espérance ». Pensée comme un navire-école pour la paix, la goélette formera ces jeunes, de 20 à 35 ans, à l’art de tisser des liens entre cultures et religions.
En réponse à l’appel lancé par le pape François lors des Rencontres méditerranéennes de Marseille en 2023, près de 200 jeunes de toutes nationalités, cultures et religions s’apprêtent à embarquer entre début mars et fin octobre 2025 sur le trois-mâts pour sensibiliser à la paix dans cette région meurtrie.
Le lancement de l’odyssée MED25 Bel Espoir est prévu pour le 1er mars 2025 depuis Marseille. Cette expédition maritime pour la paix en Méditerranée durera huit mois, de mars à octobre 2025, et impliquera 200 jeunes âgés de 20 à 30 ans originaires des cinq rives de la Méditerranée. Cette initiative fait suite aux précédentes éditions des Rencontres Méditerranéennes, notamment celles de Bari (2020), Florence (2022), Marseille (2023) et Tirana (2024) - [itinéraire cartographique de MED25 – Bel Espoir].

## Galerie

Bel Espoir
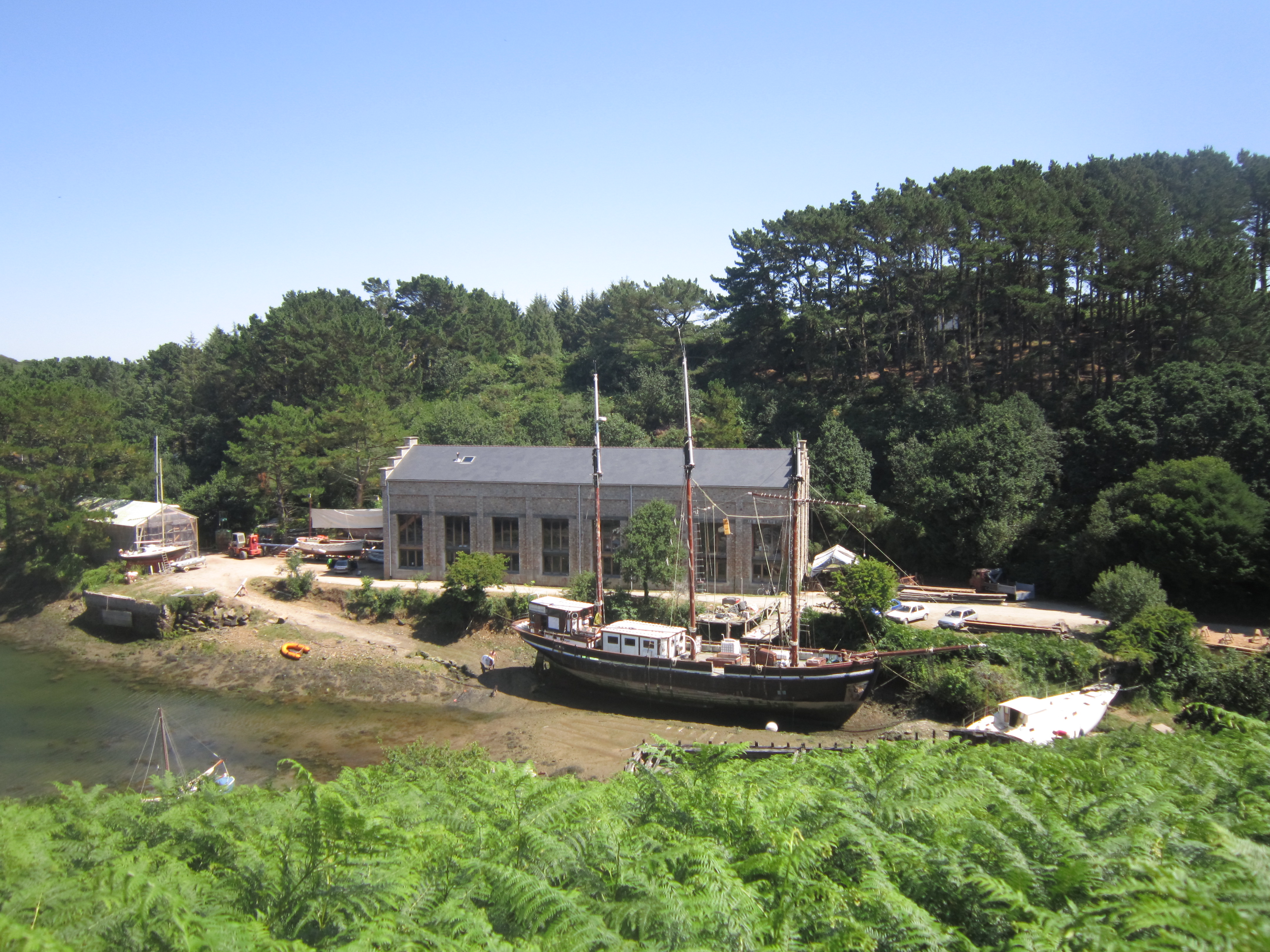
L'ancien Bel Espoir II devant le bâtiment du chantier naval de l'Enfer.
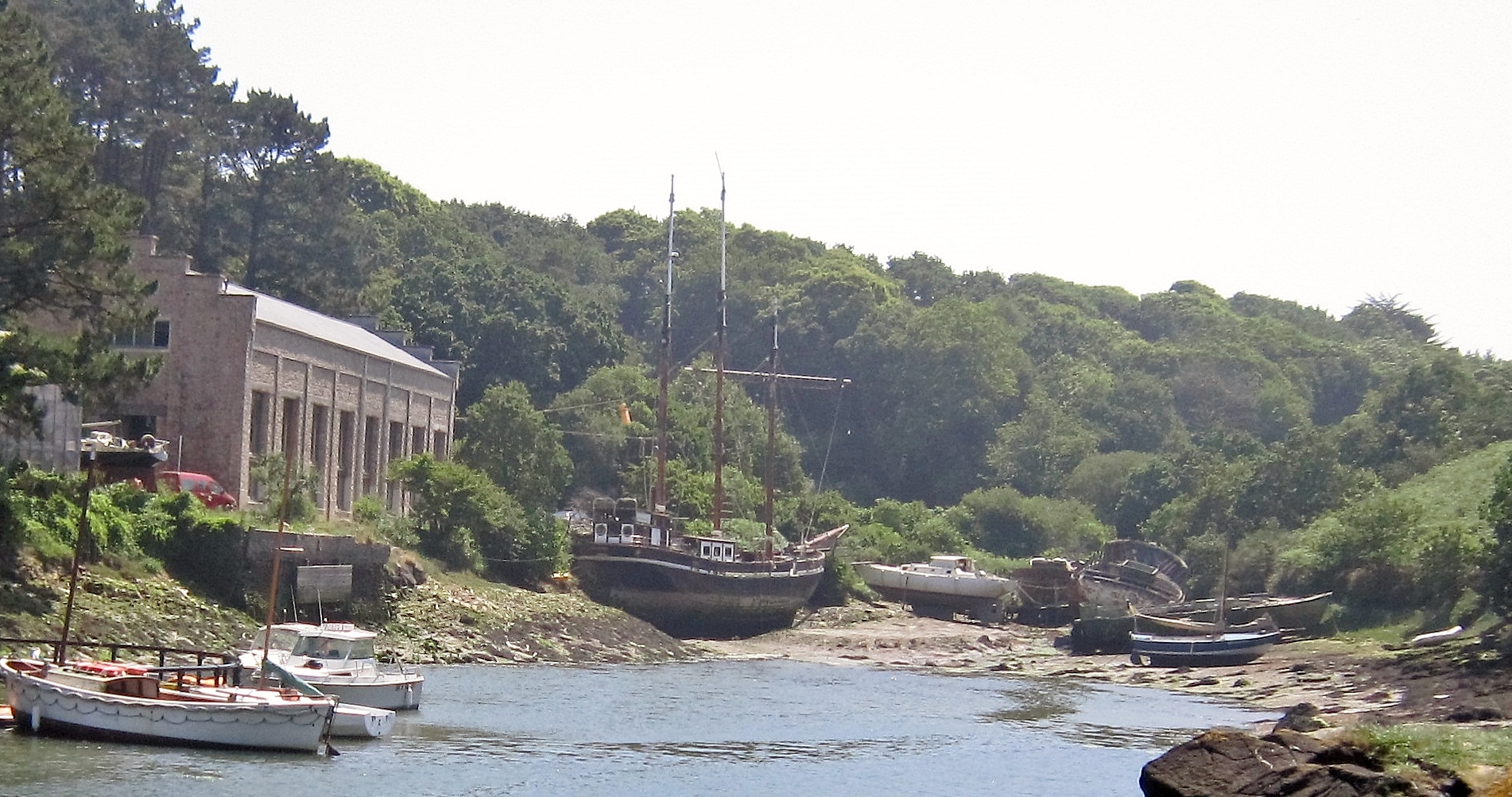
Le Bel Espoir II à l'abandon dans le chantier naval de l'Enfer (rive gauche de l'Aber Wrac'h, limite entre Lannilis et Landéda).
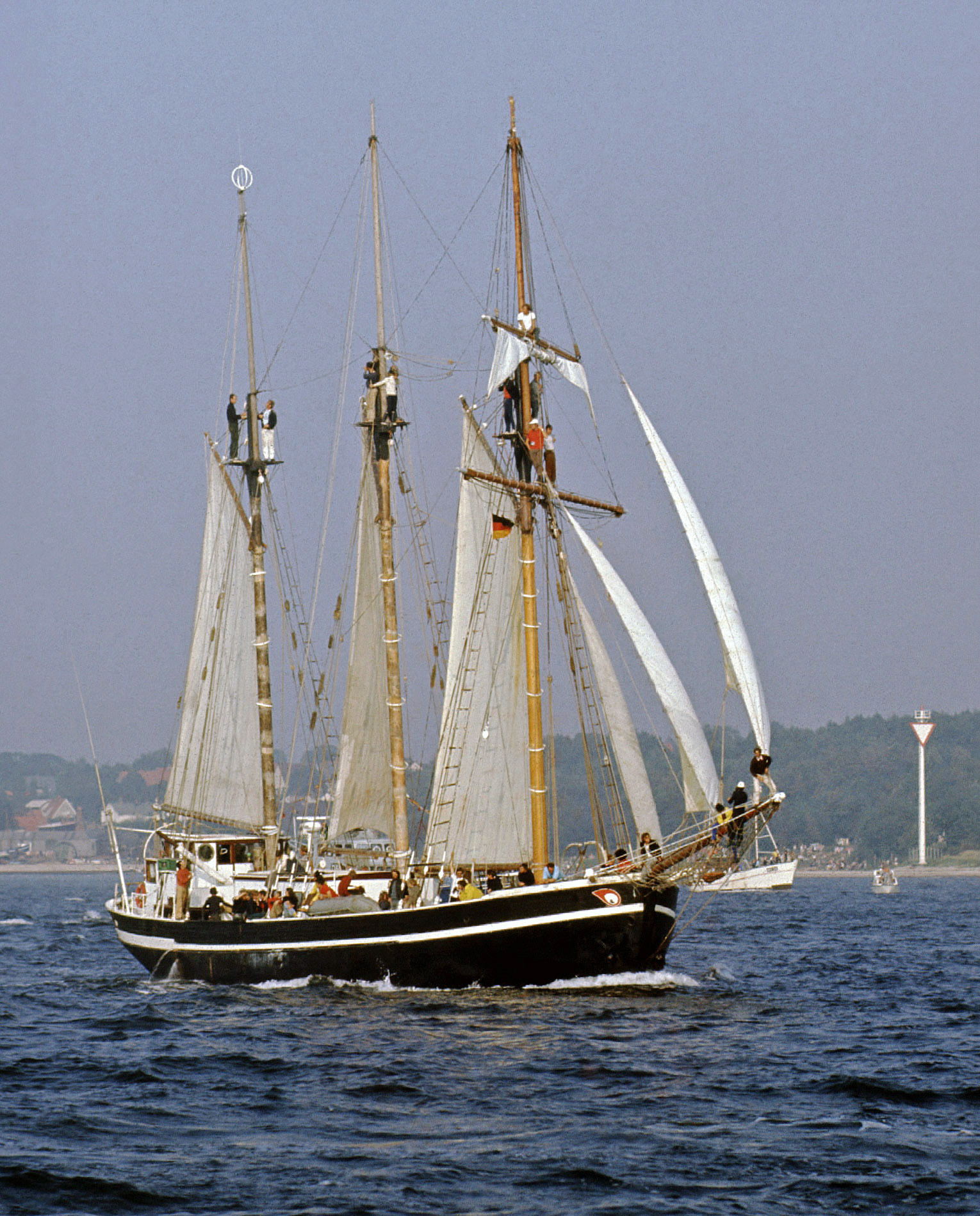
Bel Espoir II, Kiel, 1972.
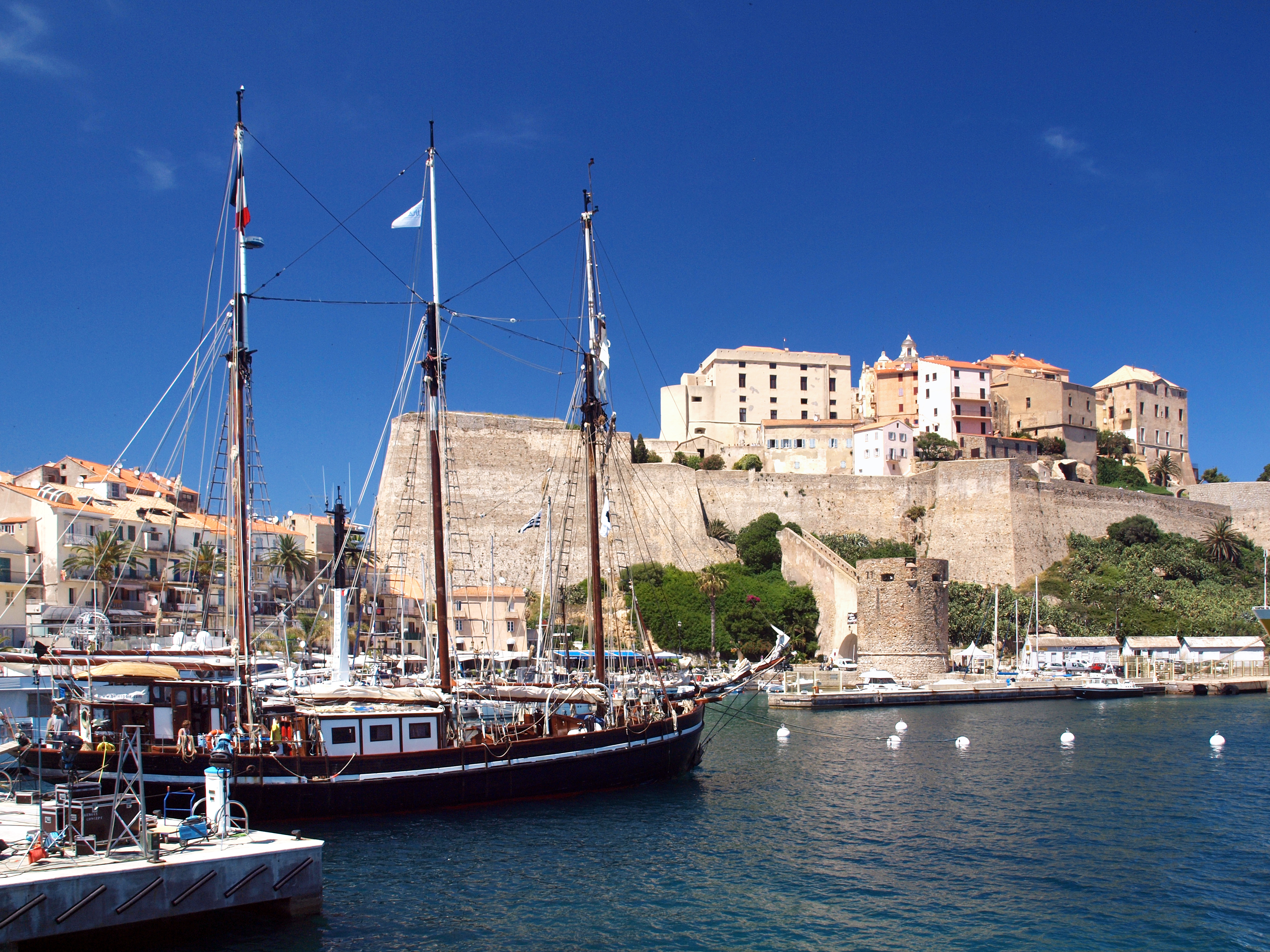
Bel Espoir II, Calvi et sa citadelle, 2012.
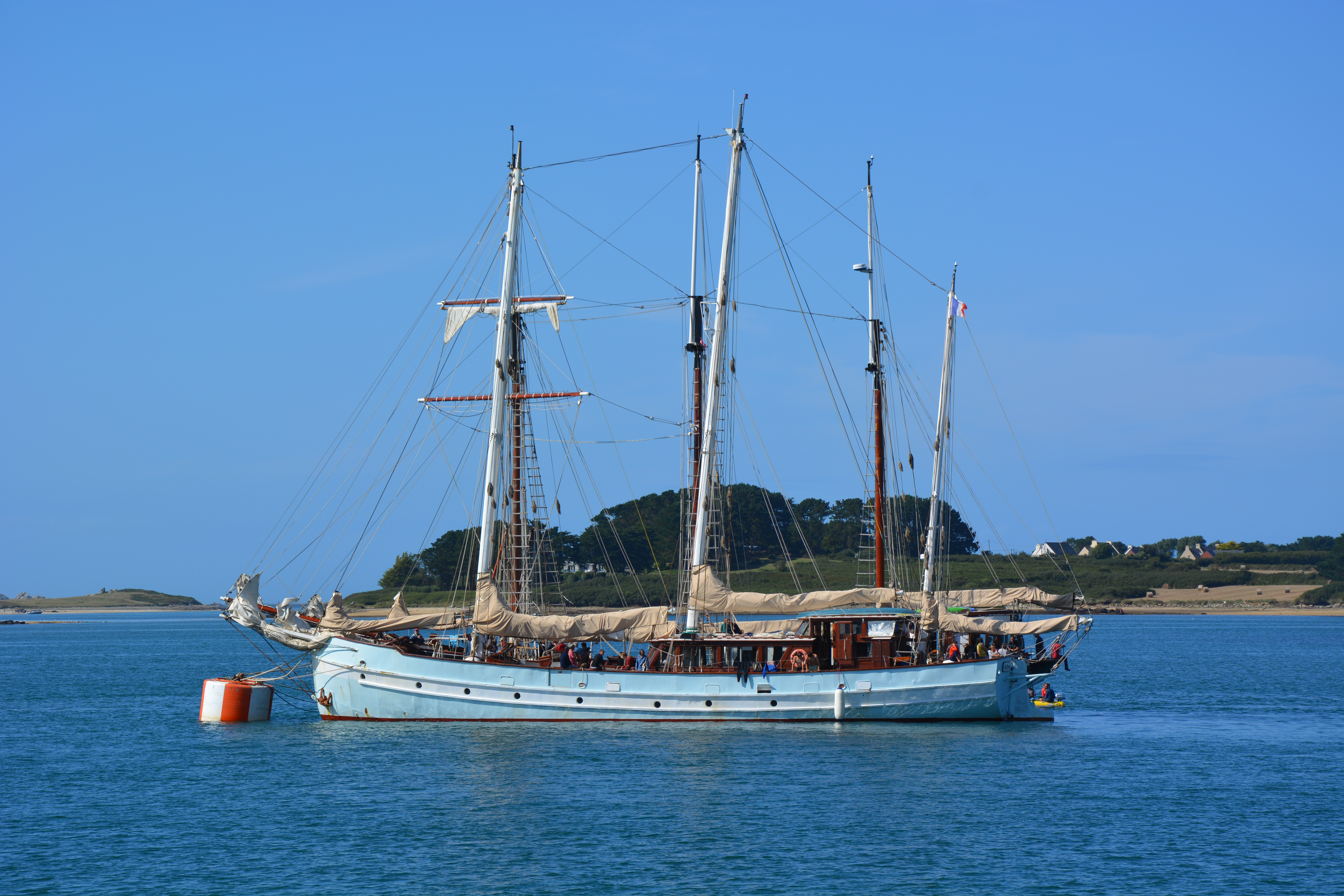
Rara-Avis, bord à bord avec le Bel Espoir II, Landéda, Finistère, 2015.